# Emma Livry
Emma Livry, al secolo Emma-Marie Emarot (Parigi, 24 settembre 1842 – Neuilly-sur-Seine, 26 luglio 1863), è stata una ballerina francese del periodo romantico.

## Biografia
Emma Livry fu allieva della prima grande danzatrice romantica Maria Taglioni. Anche se fisicamente non era molto avvenente, le sue qualità di danzatrice vennero ripetutamente messe in evidenza quando iniziò a danzare nel Balletto dell'Opéra di Parigi nel 1858, dove resterà fino al 1862. Emma fu certamente l'ultima "ballerina romantica" dell'epoca in cui nacquero i grandi nomi del balletto romantico quali Maria Taglioni, Fanny Cerrito, Fanny Elssler e Carlotta Grisi. La levità della sua interpretazione de La Sylphide nel 1858 ne fece la danzatrice più apprezzata dal pubblico parigino del tempo. La Taglioni fu così impressionata dal suo talento da accettare di darle lezioni per perfezionarla e poi coreografare per lei l'unico balletto della sua carriera nel 1860, Le papillon.
Il 15 novembre 1862 durante una prova dell'opera La muta di Portici, Emma mosse per sbaglio il suo tutù sopra la lampada a gas. La garza da cui era costituito parte del tutù immediatamente s'infiammò e il fuoco divampò velocemente. Sconvolta, tendendosi conto di essere pressoché senza vestito, Emma prese i pezzi di stoffa infiammati per coprirsi, aggravando in questo modo le scottature. Ella attraversò tre volte la scena prima che un pompiere di nome Muller riuscisse a gettarle sul corpo una coperta spegnendo la fiamma e uno dei suoi colleghi riuscisse ad aiutarla (v. "Revue et gazette musicale de Paris" del 23 novembre 1862). Ciò che restava del suo costume lo si poteva tenere nel cavo della mano. Fu dichiarata fuori pericolo e ricevette la visita del ministro Walewski, ma morì dopo otto mesi di lunga agonia, portandosi via un'epoca che segnò la storia del balletto romantico. Non aveva ancora compiuto 21 anni.
Identica sorte ebbe la ballerina inglese Clara Webster avvenuta quasi vent'anni prima, nel 1844 per lo stesso motivo.
L'illuminazione del palcoscenico nell'Ottocento era pericolosa: dapprima si usavano candele, poi le lampade a olio e dagli anni Venti le lampade a gas. Nulla si fece per cercare di renderla più sicura. Si studiò e trovò, però, un tipo di stoffa meno infiammabile, ma era più rigido del tulle e tendeva al giallo. Molte ballerine si rifiutavano di indossarlo, tra queste la Livry alla quale venne chiesto di firmare una dichiarazione in cui si assumeva le responsabilità di indossare un costume altamente infiammabile. Dopo questa tragedia, si decise di tenere delle coperte bagnate pronte per l'uso dietro le quinte, per evitare che simili incidenti sortissero conseguenze così gravi.
Una parte della cintura e un lembo di tessuto del tutù della Livry sono conservati in una teca del Museo dell'Opéra.